# Maria de Mattias

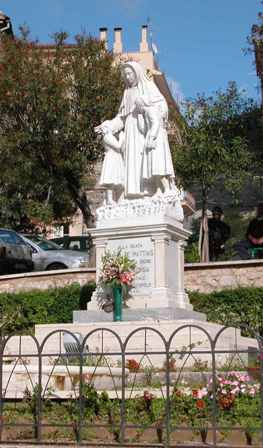
Hl. Maria de Mattias

Maria De Mattias (* 4. Februar 1805 in Vallecorsa, Italien; † 20. August 1866 in Rom) war eine Ordensgründerin und ist eine katholische Heilige.
Maria, die aus einer frommen und großbürgerlichen Familie stammte, wurde religiös erzogen. Spirituell wurde sie von Gaspare del Bufalo beeinflusst, den sie 1822 kennenlernte. 1834 gründete sie in Acuto die Kongregation der Anbeterinnen des kostbaren Blutes (it.: Adoratrici del Preziosissimo Sangue, heute Adoratrici del Sangue di Cristo), die hauptsächlich die Erziehung von Mädchen zur Aufgabe hat. Zur weiteren Ausbreitung ihrer Gemeinschaft begab sie sich nach Rom. Maria wurde 1950 selig- und am 18. Mai 2003 durch Papst Johannes Paul II. heiliggesprochen. 
Ihr Gedenktag in der Liturgie ist der 20. August.
Die Gemeinschaft der gekreuzigten und auferstandenen Liebe, eine private Vereinigung von Gläubigen  aus Maastricht, sieht in Maria de Mattias ein spirituelles Vorbild.